# Nicola Tappenden
Nicola Tappenden, plus connue sous le nom Nicola T, née le 2 décembre 1982 à Croydon, est un mannequin de charme anglaise.

## Biographie
Nicolas Tappenden a grandi à Croydon. En 2002, elle gagne le concours glamour d'un journal. En 2005, elle fait une apparition dans le film ((Deuce Bigalow : Gigolo malgré lui((. En 2006, elle apparaît dans le show de téléréalité Wags Boutique. Avant de rejoindre l'industrie du charme, elle occupe un poste administratif chez Merrill Lynch. En 2007, elle sort un DVD fitness, WAGS Workout, avec Melissa Johnson et Lisa Munday.
Elle est apparue dans l'édition 2010 de Celebrity Big Brother aux côtés d'Ivana Trump, de Stephen Baldwin et du chanteur Sisqo. Elle en a été éliminée le 27 janvier, deux jours avant la finale,.
En mars 2010, sortira son single Drunks, en duo avec le rappeur Coolio, lui-même candidat à l'édition 2009 de Celebrity Big Brother.
Nicola Tappenden gère sa propre boutique de vêtements, Delicious Couture.

## Vie privée
Nicola Tappenden a eu une relation de deux ans avec le footballeur Bobby Zamora. Elle a ensuite eu une fille avec le footballeur Simon Walton. En 2012, elle démarre une relation avec Jeff Brazier.